# King Caesar
King Caesar est un kaiju qui apparaît en premier lieu en 1974 dans le film Godzilla contre Mecanik Monster.

## Liste des apparitions
- 1974 : Godzilla contre Mecanik Monster (Gojira tai Mekagojira), de Jun Fukuda
- 2004 : Godzilla: Final Wars (Gojira: Fainaru uôzu), de Ryuhei Kitamura